# Pjäxor

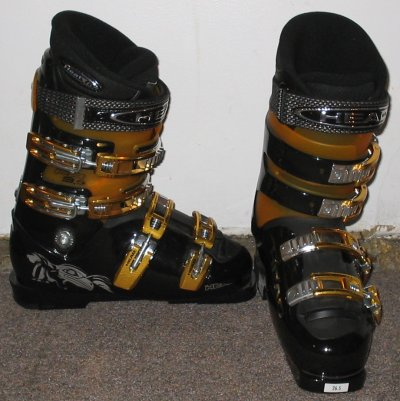
Moderna pjäxor

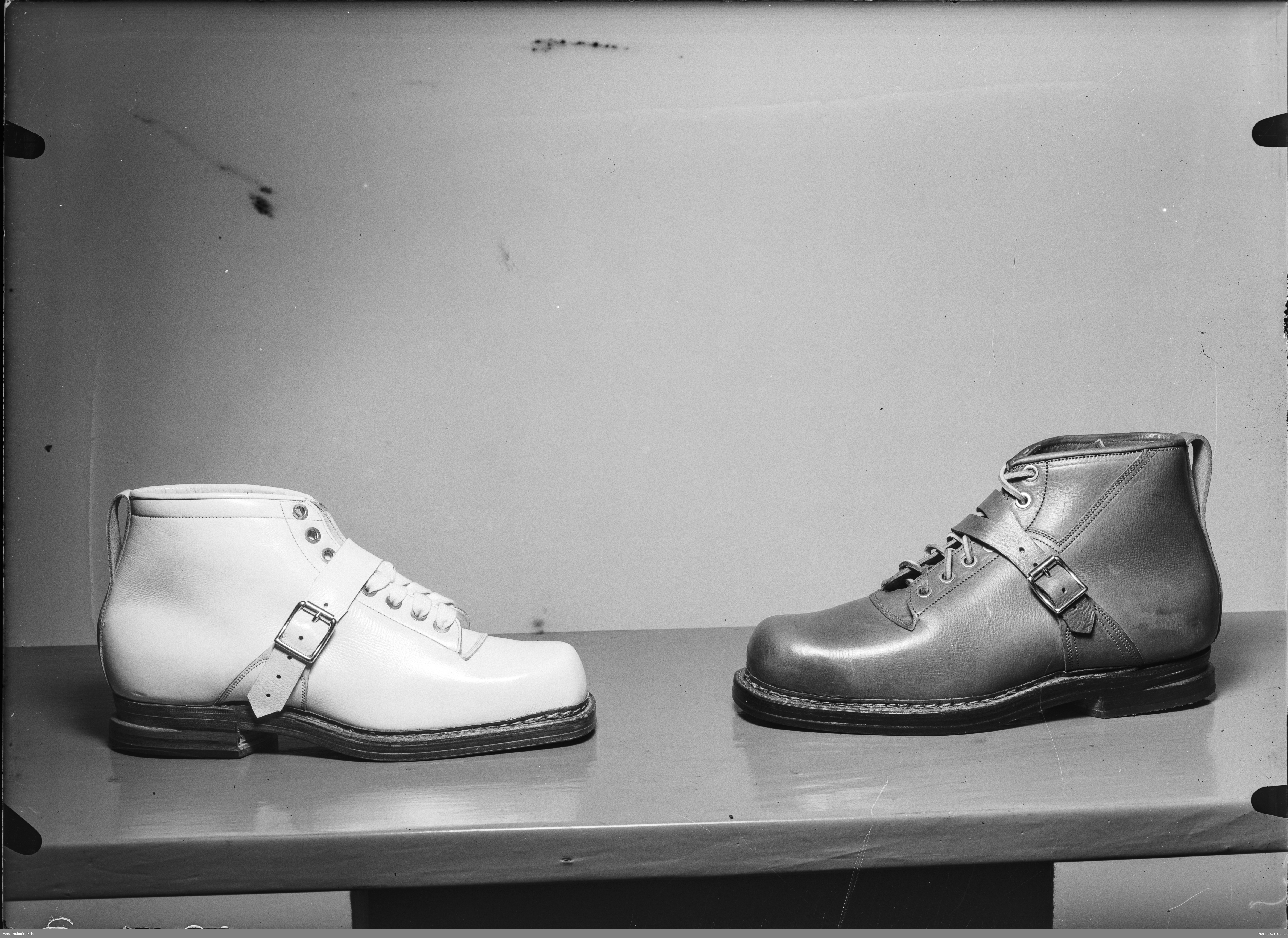
Pjäxor till försäljning, NK 1937.

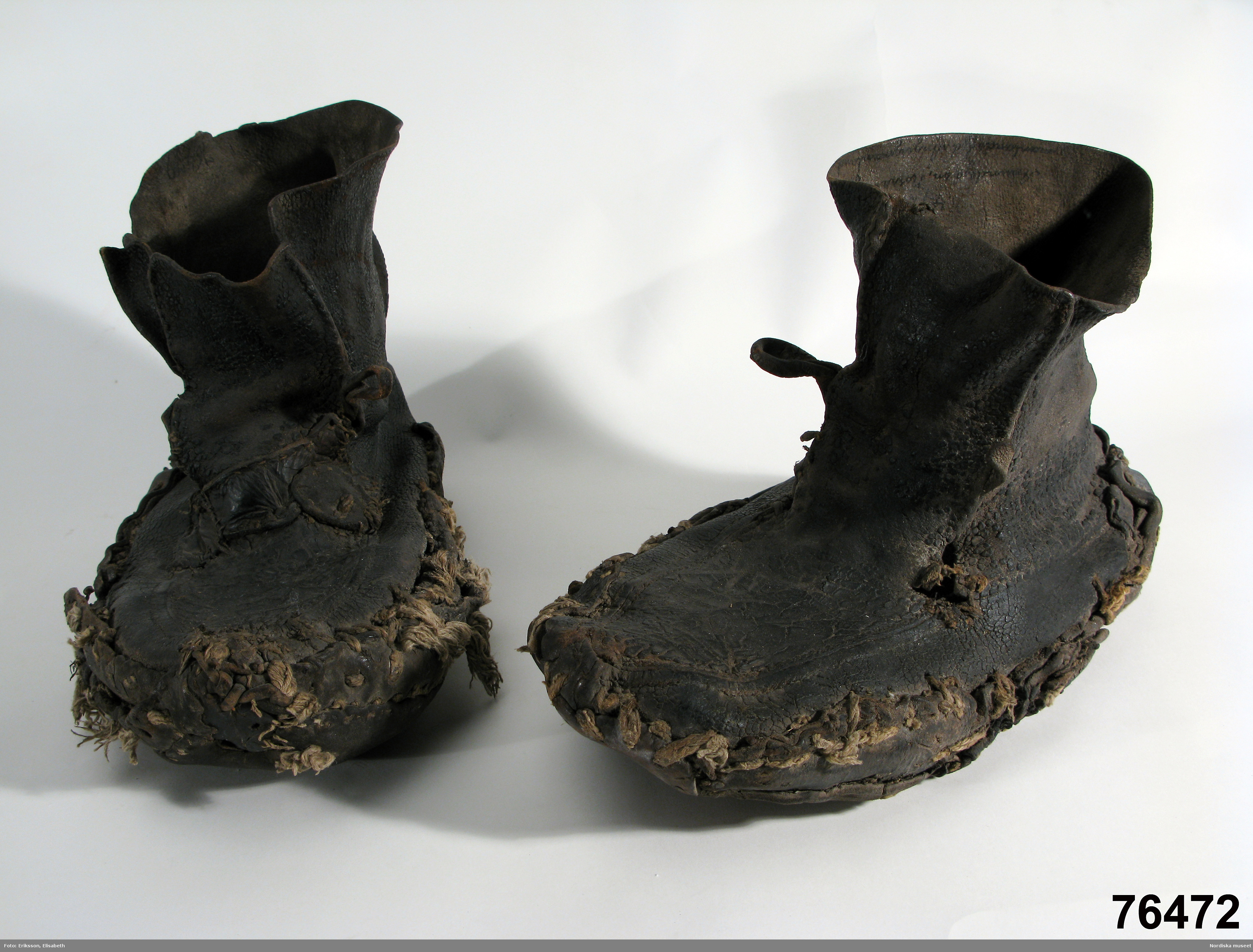
Pjäxor från sent 1700-tal eller tidigt 1800-tal i Nordiska museets samlingar. Gjorda av brunsvart läder, vida skaft med dubbla öglor för kängband att linda runt skaftet.

Pjäxa (från finskans pieksu), fotbeklädnad av kraftigt slag. 
Order pjäxa användes ursprungligen på 1700-talet i svenskan och användes då om de samiska eller nordskandinaviska skotyper som tillverkades genom att samma läderstycke bildade sula, sidor, tår och häl på skon. Ett ovanläder och skaft syddes sedan fast vid sulan. Dessa kallas idag vanligen näbbstövlar eller näbbskor. Skorna snördes med en rem förlängd med ett brett band som lindades kring benet och stoppades ned i skoskaftet. De kom senare att användas om långa kängor som i stället för snörning eller knäppning var försedda med resår.
Pjäxor kom senare också att användas av grövre sport- eller militärkängor.
Ett användningsområde för pjäxor är som skor att fästa vid skidor vid skid- eller snowboardåkning och numera används ordet nästan uteslutande i denna betydelse.